# Агаристиновые
Агаристиновые (лат. Agaristinae) — подсемейство чешуекрылых семейства совок. Гусеницы агаристиновых характеризуются яркой раскраской и способом питаться в дневное время. Эти совки встречаются всесветно, хотя большинство из тропиков.

## Описание
Многие гусеницы имеют ярко раскрашенный борсальный буог. Яркая окраски поперечных перевязей предупреждает о том, что гусеница опасна.
В куколку гусеница обычно превращается в земле без кокона.
Мотыльки этого подсемейства летают в дневное время, что и отличает их от большинства мотыльков. Имеют чёрную и белую раскраску и также, как и их гусеницы, могут иметь апосематическую раскраску.

## Классификация
- Роды: Acantuerta — Aegocera — Aethodes — Agarista — Agaristodes — Agoma — Aletopus — Alloasteropetes — Alypia — Alypiodes — Andrhippuris — Antigodasa — Apaegocera — Apina — Arctiopais — Argyrolepidia — Arpia — Arrothia — Asteropetes — Aucula — Bergiantina — Brephos — Burgena — Caularis — Chaetostephana — Chelonomorpha — Choeropais — Cisaucula — Clemira — Comocrus — Copidryas — Crameria — Cremnophora — Crinala — Crinocula — Cruria — Cruriopsis — Darceta — Darcetina — Depalpata — Epischausia — Episteme — Epithisanotia — Erocha — Eudryas — Eupseudomorpha — Euscirrhopterus — Eutrichopidia — Exsula — Fleta — Gerra — Gerrodes — Godasa — Hecatesia — Hemituerta — Heraclia — Hespagarista — Hortonius — Idalima — Immetalia — Ipanica — Letaba — Leucogonia — Leucovis — Longicella — Lophonotidia — Maikona — Massaga — Melanchroiopsis — Metagarista — Metaxanthiella — Mimeusemia — Mitrophrys — Musurgina — Nesaegocera — Ophthalmis — Orthia — Ovios — Paida — Pararothia — Paratuerta — Parothria — Pemphigostola — Phalaenoides — Phasidia — Philippodamias — Pimprana — Platagarista — Pristoceraea — Prostheta — Pseudagoma — Pseudalypia — Pseudospiris — Psychomorpha — Radinocera — Rhosus — Rothia — Saigonita — Sarbanissa — Schalifrontia — Schausia — Schausilla — Scrobigera — Seirocastnia — Shapis — Syfania — Syfanoidea — Tuerta — Vespola — Weymeria — Xerociris — Zalissa